# Pilismarót
Pilismarót (szlovákul: Pilišské Moravce) község Komárom-Esztergom vármegyében, az Esztergomi járásban.

## Fekvése

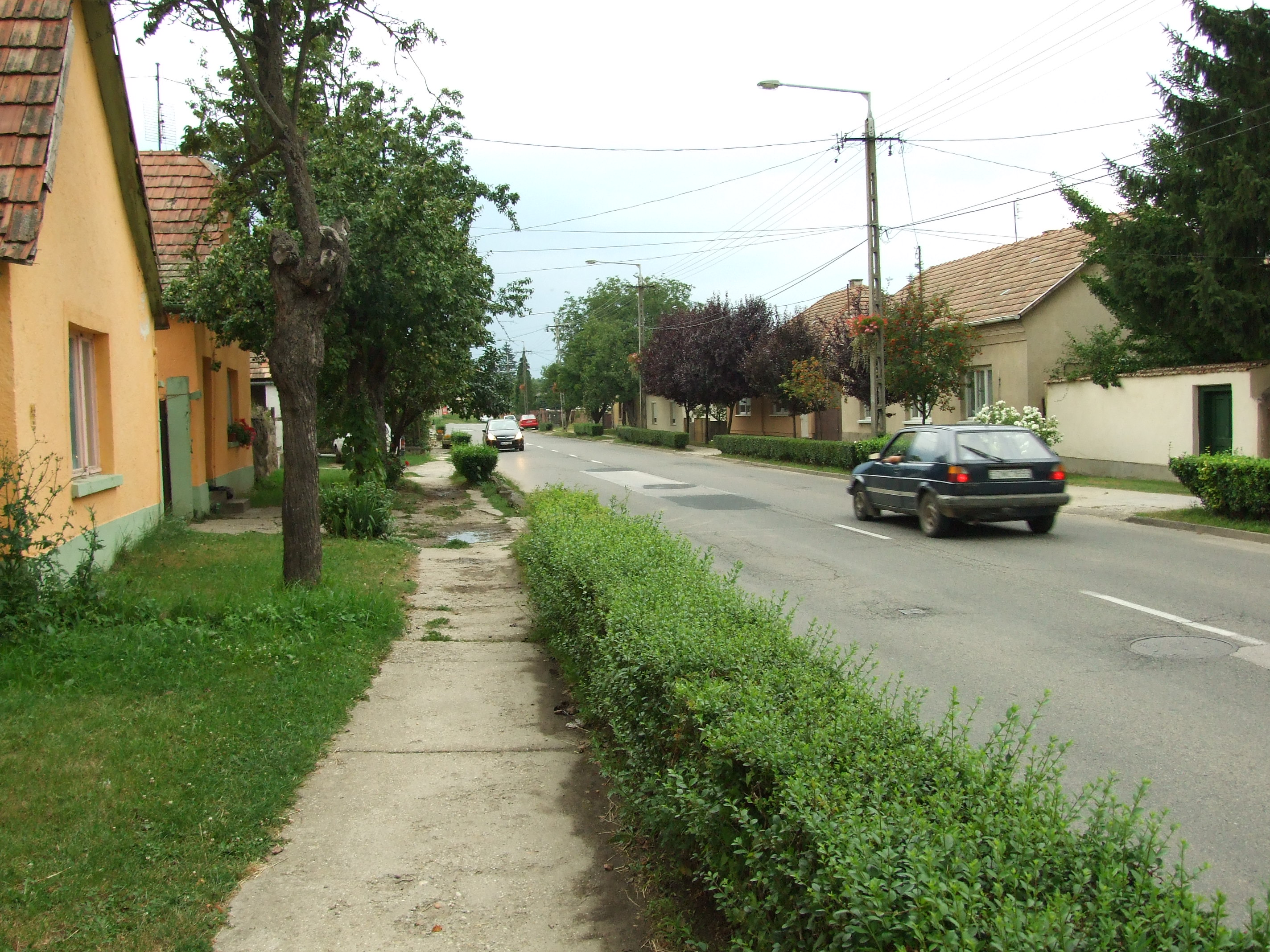

Komárom-Esztergom vármegyében, a Dunakanyarban, a Duna jobb partján, a Visegrádi-hegységhez tartozó Maróti hegyek lábánál (a „Pilis” előtagnak némileg ellentmondva), a 11-es főút mellett fekvő település, a Duna Zebegénnyel és Szobbal átellenes oldalán. Zebegénnyel és Szobbal is komp köti össze, az előbbi itteni felhajtóját a 11 324-es számú mellékút, utóbbiét a 11 325-ös út szolgálja ki.
Dömös 3,5, Visegrád 10, Dunabogdány 16,5, Esztergom 13, Dorog 20,5, Tát 21,5, Nyergesújfalu 28,5 kilométer távolságra található.

## Története

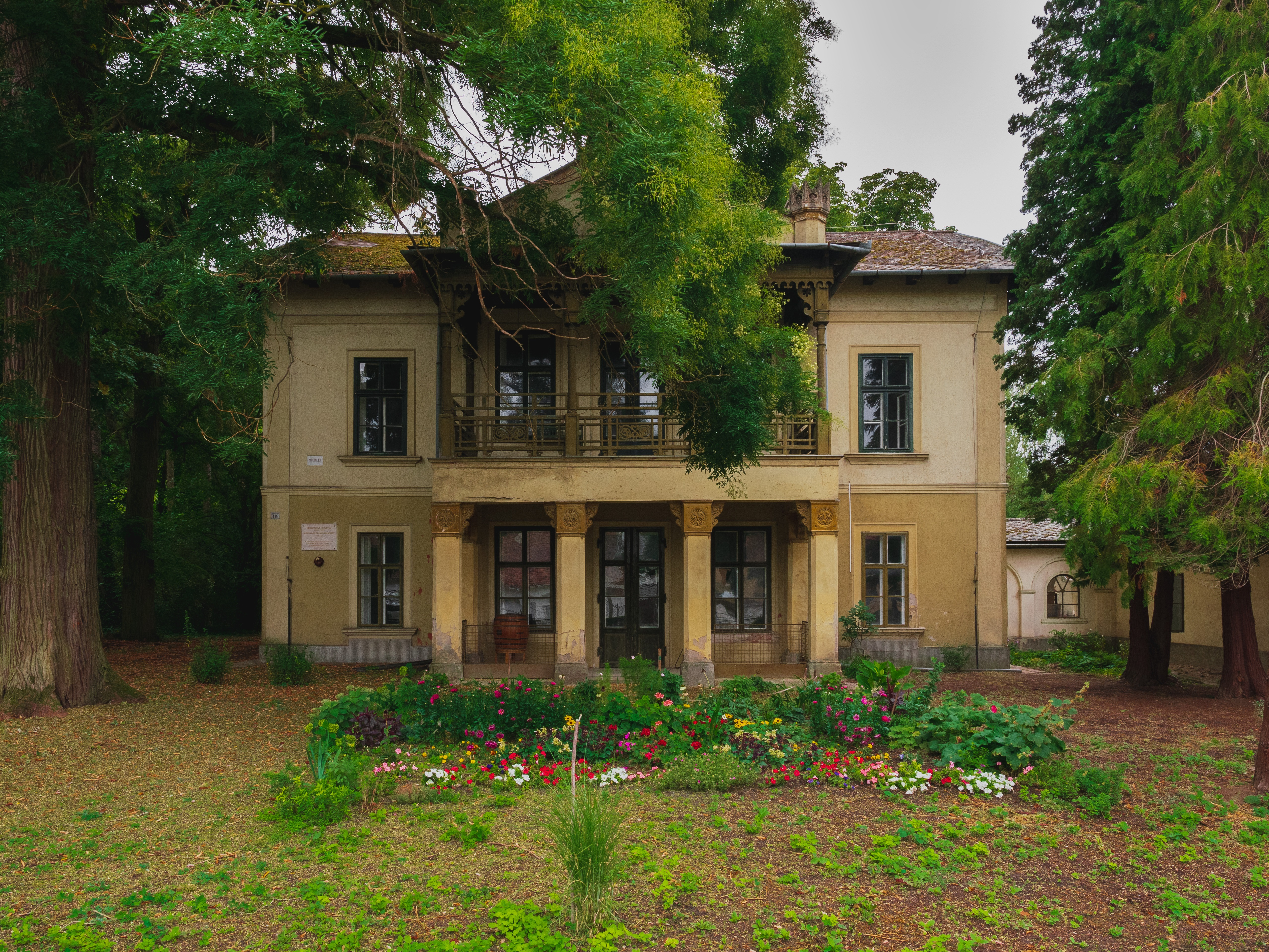
A Heckenast-kúria

A település már ősidők óta lakott hely volt, amit az itt talált sok régészeti lelet is tanúsít.
A község helyén állt az egykori római település Castra Ad Herculem.
Marót nevét 1138-ban említik először II. Béla király oklevelében, ekkor Marouth alakban írták. A tatárjárás alatt – a környező településekkel együtt – Marót is pusztává lett. 1260-ban Mária királyné a települést a visegrádi Szent András bencés monostornak adományozta. 1278-ban IV. László király a monostor adományozó oklevelét átíratta és megerősítette.
1391-ben Zsigmond király a maróti birtokot elvette a bencésektől, és az esztergomi Szent István prépostságnak adományozta. 1398-ban viszont már újból a visegrádi Szent András monostor birtokában volt. 1493-ban II. Ulászló király a visegrádi Szent András bencés apátság maróti birtokait a pálosoknak adományozta. Marót a pálosoké maradt egészen 1786-ig, a rend feloszlatásáig.
A törökök alatt Marótot ismét az elpusztult települések között tartották számon, csak itt-ott maradt egy-két lakosa: 1570-ben a török adóösszeíráskor – az Alsó- és Felsőmarótra osztott településen – Alsó-Maróton (Kis-Marót) csak 2, Felső-Maróton pedig csak 15 házat találtak. 1580-ban a – török elől Felvidékre menekült – pálosok maróti birtokaikat Ghymesi Forgách Simonnak és Imrének adták bérbe.
A tizenöt éves háború idején Marót újra elpusztult és sokáig néptelen maradt.
1613-ban az adóösszeíráskor a településen csak egy egész és háromnegyed portát vettek számba. 1647-ben a török adóösszeíráskor – Marót lakosai kétfelé, a töröknek is adóztak – is csak 3 és fél portát vettek számba. 1685-ben Esztergom ostromakor a falu újból elpusztult, de hamarosan újranépesült. 1688-ban I. Lipót király megerősítette a pálosokat maróti birtokaikban. 1696-ban végzett összeírásban Maróton 8 egésztelkes jobbágy és 5 zsellér szerepelt. 1700-ban gróf Stemberg Ernő szerette volna megszerezni a falut, de a pálosok tiltakoztak ellene.
A Rákóczi-szabadságharc alatt a Maróton és környékén átvonuló hadak, s csatározások következtében a falu ismét pusztává vált, de a pálosok Felvidékről, Nyitra vármegye területéről való magyarokat és szlovákokat telepítettek a faluba.

## Közélete

### Polgármesterei
- 1990–1994: Benkovics László (független)[3]
- 1994–1998: Benkovics László (független)[4]
- 1998–2002: Benkovics László (független)[5]
- 2002–2006: Benkovics László (független)[6]
- 2006–2010: Benkovics László (független)[7]
- 2010–2014: Pergel István Csaba (független)[8]
- 2014–2019: Pergel István Csaba (független)[9]
- 2019–2020: Pergel István Csaba (független)[10]
- 2022–2024: Hunyadi Balázs (független)[11]
- 2024– : Hunyadi Balázs (független)[1]

A településen 2020. november 8-ára azért kellett időközi polgármester-választást (és képviselő-testületi választást) kitűzni, mert az előző polgármester július derekán (augusztus 15-i hatállyal) lemondott, azt követően, hogy váratlanul nyilvánosságot nyert egy, a község területén megnyitni kívánt kavicsbánya létesítésének terve, őt pedig hasonló okból, néhány héten belül a képviselő-testület egésze is követte. A választást azonban a járványügyi veszélyhelyzet miatt akkor nem, csak a veszélyhelyzet elmúltával, másfél évvel később, 2022. május 8-án lehetett megtartani; 2020-ban még kilencen aspiráltak a faluvezetői posztra, de a 2022-es választáson már csak hét polgármesterjelölt indult.

## Népesség
A település népességének változása:
| Lakosok száma | 1991 | 1984 | 1975 | 2132 | 2094 | 2156 | 2166 |
|               | 2013 | 2014 | 2015 | 2021 | 2022 | 2023 | 2024 |

A 2011-es népszámlálás során a lakosok 91,6%-a magyarnak, 3,4% cigánynak, 0,8% németnek, 0,7% románnak, 0,6% szlováknak mondta magát (8,3% nem nyilatkozott; a kettős identitások miatt a végösszeg nagyobb lehet 100%-nál). A vallási megoszlás a következő volt: római katolikus 55,7%, református 14,3%, evangélikus 0,5%, görögkatolikus 0,3%, felekezeten kívüli 7,6% (19,4% nem nyilatkozott).
2022-ben a lakosság 87,6%-a vallotta magát magyarnak, 1,2% cigánynak, 0,8% románnak, 0,7% németnek, 0,3% szlováknak, 0,2% lengyelnek, 0,1% görögnek, 2% egyéb, nem hazai nemzetiségűnek (12,3% nem nyilatkozott; a kettős identitások miatt a végösszeg nagyobb lehet 100%-nál). Vallásuk szerint 38,3% volt római katolikus, 10,9% református, 0,4% evangélikus, 0,4% görög katolikus, 0,1% izraelita, 1,1% egyéb keresztény, 0,8% egyéb katolikus, 7,9% felekezeten kívüli (39,8% nem válaszolt).

## Nevezetességei

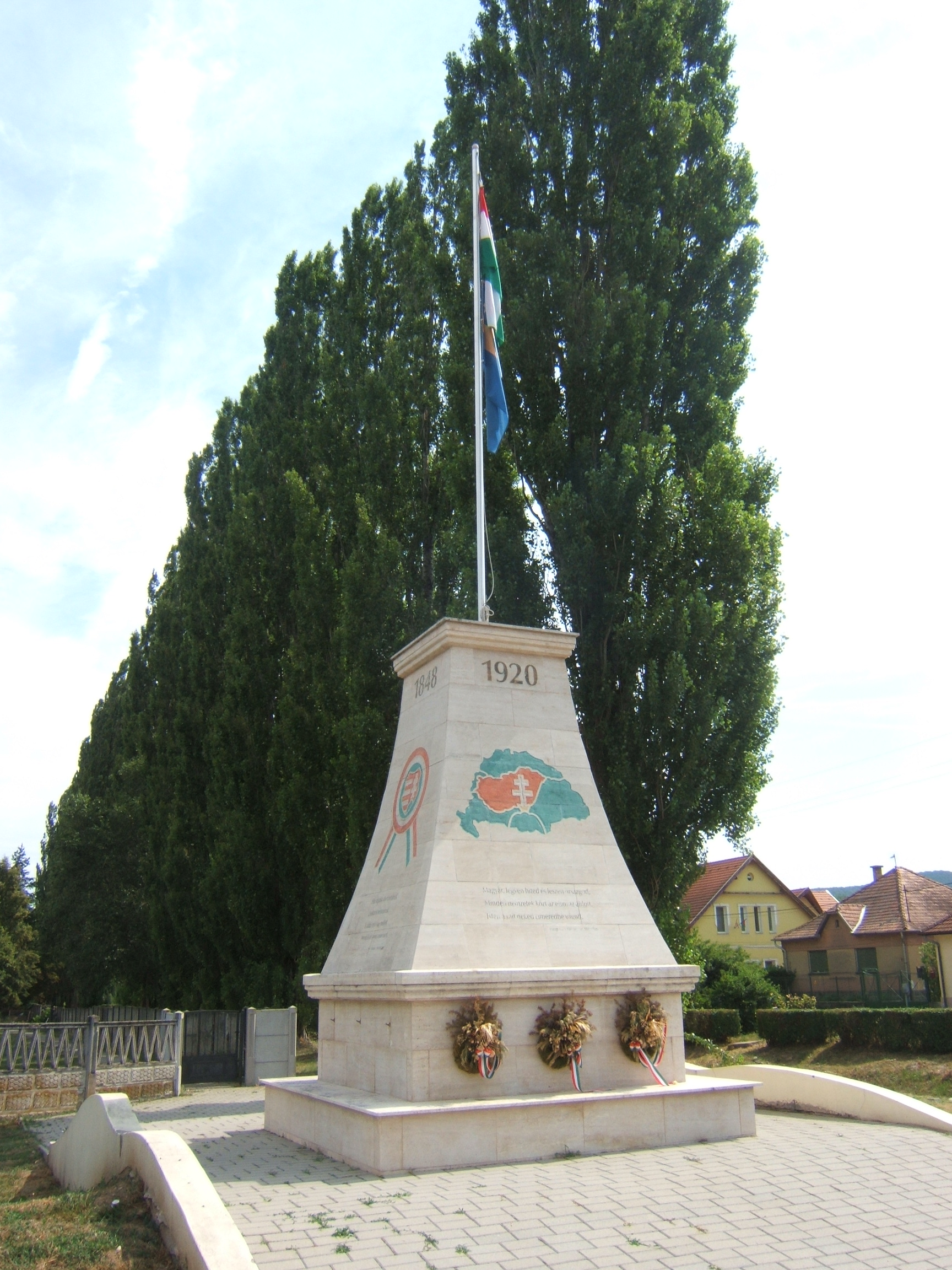
Az országzászlós történelmi emlékmű (Honfoglalás, 1848, Trianon, 1956)

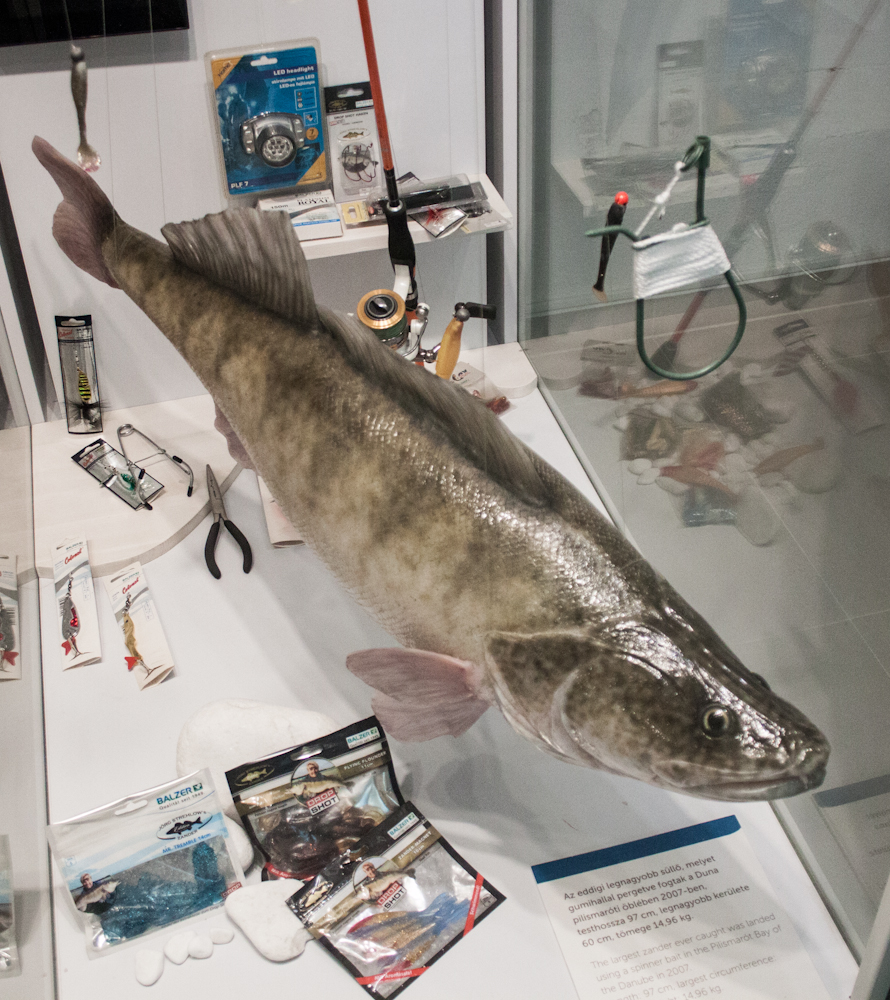
Pilismarótnál 2007-ben fogott rekordméretű fogassüllő rekonstrukciója a hatvani Széchenyi Zsigmond Vadászati Múzeumban

- 1821-ben épült római katolikus templom
- 1685-ben épült református templom
- Római erőd maradványa
- Dobozi Mihály és Ilona szobra
- Heckenast-kúria – Heckenast Gusztáv építtette 1860 körül Feszl Frigyes tervei alapján romantikus stílusban. Az emlékezet szerint itt dolgozta ki Deák Ferenc a kiegyezés szövegét.
- Országzászlós történelmi emlékmű (Honfoglalás, 1848, Trianon és 1956)

- A község nevezetes szülötte volt az 1886-ban itt született 1886-ban dr. Lengyel Árpád orvos, aki 1912-ben, a Titanic tragédiája idején – alig 26 évesen – a mentésben kulcsszerepet játszott RMS Carpathia egyik hajóorvosa volt és sok szerencsétlenül járt utas túléléséhez járult hozzá. Emlékét a helyi orvosi rendelő falán emléktábla, a Duna-parton pedig 2023. augusztus 18. óta emlékhely őrzi, továbbá posztumusz díszpolgárrá is avatták.[15]